# Highcliff
Highcliff (Chino: 曉廬) es un  rascacielos de 252.4 m (828 ft) de altura situado en la vertiente sur de Happy Valley de la Isla de Hong Kong en Hong Kong. La construcción del edificio de 75 plantas (70 de las cuales son espacio habitable) comenzó en 2000 y finalizó en 2003 bajo el diseño de DLN Architects & Engineers. Fue el ganador de la medalla de plata en los Premios de Rascacielos Emporis de 2003, tras 30 St Mary Axe en Londres. 
La torre es el edificio completamente residencial más alto de Hong Kong y el 95.º edificio más alto del mundo por altura de detalle arquitectónico.
Highcliff es notablemente delgado para su altura. Por esto, un amortiguador de masa fue colocado en la parte superior del edificio. Este amortiguador fue el primero de su clase situado en un edificio residencial. Fue instalado por el número de tifones que afectan a Hong Kong a finales del verano. 
Debido al efecto visual producido por su proximidad a The Summit, otro rascacielos muy delgado, los dos en conjunto son llamados "Los Palillos".